# المحقق كونان: الكابوس الأشد سوادا
المحقق كونان: الكابوس الأَشَدّ سَواداً (名探偵コナン 純黒の悪夢 Meitantei Konan: Junkoku no Naitomea) هو فيلم أنيمايشن أنتج في عام 2016 من تأليف الياباني غوشو أوياما، وهو الفيلم العشرين من سلسلة أفلام أنمي المحقق كونان المقتبسة من أنيمي المحقق كونان، تابعاً الفيلم التاسع العشر سلسلة أفلام أنمي المحقق كونان والذي عُرضَ في عام 2015 تحت عنوان تباعات الشمس الجهنمية. وتم عرضه في السينما اليابانية في 16 أبريل 2016.
ويُعتبر هذا الفيلم جزءاً من احتفالية الطاقم بمرور 20 سنة على سلسلة مانغا المحقق كونان. وعلى الرغم من تحقيق الفيلم الثامن صاحب العنوان ساحر السماء الفضية أعلى نسبة مبيعات للأفلام المنتجة في اليابان لذلك العام إلا أن الفيلم العشرون قد حقق ثاني أعلى نسبة مبيعات في سلسلة أفلام المحقق كونان بفارق ضئيل مع الفيلم صاحب المركز الأول "الفيلم 21: المحقق كونان: رسالة الحب القرمزية، بأرباح بلغت 6.26 مليار ين ياباني، أي ما يعادل 57.5 مليون دولار أمريكي.

## القصة
في ليلة مظلمة، اقتحمت جاسوسة مقر الشرطة تدعى كوراساو وتوصلت إلى ملفات سرية للجواسيس المزروعين داخل المنظمة السوداء من قبل الكثير من الوكالات الاستخبارية (الإنجليزية MI6) (الألمانية BND) (الكندية CSIS) (الأمريكية CIAوFBI)
قبل أن تتمكن الجاسوسة من سرقة الملفات يصل في الوقت المناسب، أمورو تورو ومجموعة من ضباط الشرطة السرية وتمهد الجاسوسة من سرقة سيارة مهرباً لها وعلى الفور يطاردها أمورو بسيارته«مازدا إف دي أر إكس7 Mazda FD RX» ويتنافس الاثنان في سباق على الطريق السريع لكي يهزم إحداهما الآخر وعلى وشك التسبب في تحطم كبير ولكن قبل أن يصطدما.... يقوم أكاي شويتشي بقــنص سيارة الجاسوسة من غطاء محرك سيارته «الفورد موستانج المخَطّطة باللون الأحمر والأبيض» وسيارة الجاسوسة تسقط من الطريق السريع في اليوم التالي، يذهب كونان وأصدقائه إلى «حديقة أسماك-مربى المائي» بطوكيو ليجدوا بجانب «العجلة الدوارة-دولاب فيريس» الموجودة في وسط الحديقة «امرأة مصابة بأعين مختلفة الألوان» وتعاني من فقدان للذاكرة ولا تستطيع تذكر اسمها وهاتفها مُحَطّم يقرر كونان وأصدقائه البقاء معها ومساعدتها في استعادة ذاكرتها دون دراية كونان وأصدقائه بأن بلموت مُتربَّصة في مكان قريب ومعها مسدس كاتم للصوت وقد استمعت لكل شيء، ثم تتراجع وتتصل برفاقها:«لقد رأيتها، جين».

## وصلات خارجية
- المحقق كونان: الكابوس الأشد سوادا على موقع IMDb (الإنجليزية)
- المحقق كونان: الكابوس الأشد سوادا على موقع فيلمافينيتي (الإسبانية)
- المحقق كونان: الكابوس الأشد سوادا على موقع قاعدة بيانات الفيلم (الإنجليزية)
- المحقق كونان: الكابوس الأشد سوادا على موقع ليتربوكسد (الإنجليزية)
- المحقق كونان: الكابوس الأشد سوادا على موقع كينوبويسك (الروسية)
- المحقق كونان: الكابوس الأشد سوادا على موقع ANN anime (الإنجليزية)
- الموقع الرسمي لفيلم المحقق كونان: الكابوس الأشد سواداً